# Jukka Linkola

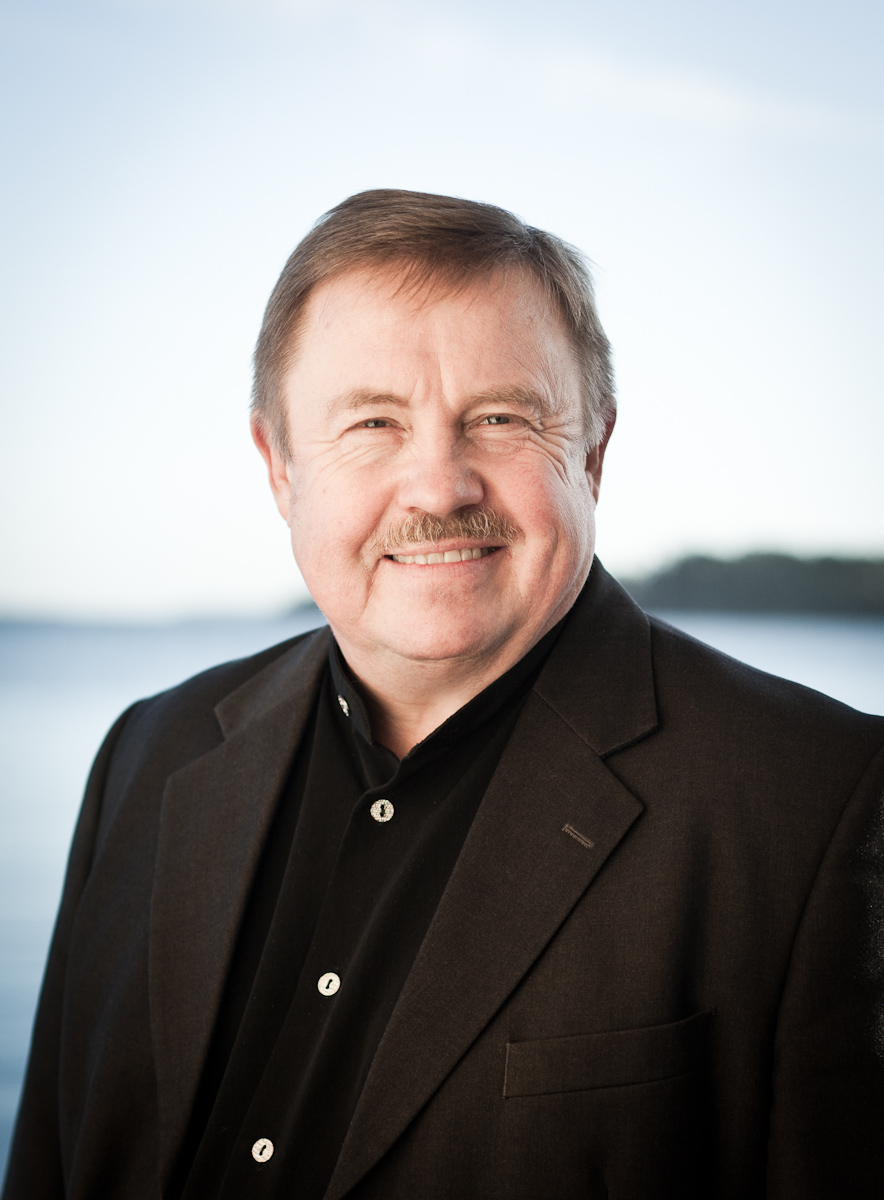
Jukka Linkola, 2015

Jukka Tapio Linkola (* 21. Juli 1955 in Espoo) ist ein finnischer Jazzpianist, Dirigent und  Komponist.

## Leben
Jukka Linkola studierte von 1972 bis 1980 an der Sibelius-Akademie in Helsinki Klavier und Komposition.  In den 1970er Jahren machte sich Linkola einen Namen sowohl als Jazzpianist und -komponist, als auch als Bandleader verschiedener Big Bands, u. a. UMO Jazz Orchestra, EBU Big Band, Danish Radio Big Band oder der Bohuslän Big Band. Noch als Student begann Linkola 1975 als Korrepetitor am Stadttheater Helsinki. Später wurde er dort Dirigent und hatte von 1979 bis 1992 die Stelle des Kapellmeisters inne. Seit 1992 arbeitet Linkola als freier Komponist und Musiker in Helsinki.

## Kompositionen (Auswahl)

### Opern (Auswahl)
- Ronja Ryövärintytär / Ronja Räubertochter (1989). Ballett nach der gleichnamigen Geschichte von Astrid Lindgren. UA: Finnische Nationaloper, Dauer: ca. 90 Minuten
- Elina (1992). Liberetto von Pentti Saaritsa. UA: 20. Februar 1992, Finnische Nationaloper. Spieldauer: ca. 120 Minuten.
- Hui Kauhistus / Hilfe, es spukt! (2006). Libretto von Sami Parkkinen basierend auf der gleichnamigen Geschichte von Mauri Kunnas. UA: 17. Juli 2006 Savonlinna-Opernfestspiele, Savonlinna. Spieldauer: ca. 85 Minuten.
- Robin Hood (2011). Libretto von Jukka Virtanen. UA: 14. Januar 2011, Finnische Nationaloper. Spieldauer: ca. 100 Minuten.
- Rockland (2011). Oper in 2 Akten. Libretto von Jussi Tapola, UA: 9. Juni 2011 in Nivela, Finnland und 15. Juli 2011 in Houghton, Michigan, USA. Spieldauer: ca. 100 Minuten.[5]

### Musicals (Auswahl)
- Peter Pan (1985). Premiere: Stadttheater Helsinki.
- Max and Moritz (1987). Premiere: 1987, the Theatre 2000.
- Antti Puuhaara (1994). Premiere: 1995, Tampereen Teatteri / Theater Tampere.
- Astoria (2003). Text von Ari-Matti Hedman und Jukka Itkonen. UA: 16. September 2003, Lahden kaupunginteatteri / Stadttheater Lahti. Spieldauer: ca. 165 Minuten.

### Werke für Soloinstrumente (Auswahl)
- Euphonium Concerto (1996). Konzert für Euphonium und Orchester, ebenfalls verfügbar als Klavierauszug.

## Auszeichnungen
- Jussi: Finnischer Filmpreis für die beste Filmmusik für den Film Lumikuningatar / Die Schneekönigin 1987[6]
- Jussi: Finnischer Filmpreis für die  beste Filmmusik für den Film Ihmiselon ihanuus ja kurjuus / Der Glanz und das Elend des Daseins 1989[6]
- Emma: Höchster Finnischer Musikpreis (Bestes Album) für das Album Libau seines Ensemble EQ 1998[7]